# Blitzschutzspule
Eine Blitzschutzspule oder -drossel ist eine Spule zum Blitzschutz auf elektrischen Lokomotiven. Eingesetzt wurde dieses Bauteil vor allem Anfang des 20. Jahrhunderts.

## Zweck
Blitzschutzspulen hatten den Zweck, eine schnell steigende Fahrdrahtspannung durch ihre hohe Impedanz für große Spannungsänderungen pro Zeitspanne zu dämpfen. Ursachen solcher Spannungsanstiege können z. B. Blitzeinschläge in die Fahrleitung oder kurzzeitiges Abheben des Stromabnehmers von der Fahrleitung sein.
So wurden beispielsweise der Stufentransformator und die Motoren der Lokomotive geschützt.

## Andere Maßnahmen
Die Erfahrungen zeigten jedoch, dass der Nutzen nicht sehr hoch war, weil die Niederohmigkeit des Fahrleitungsnetzes Blitzeinschläge zu dämpfen vermochte. Verbesserungen an der Isolationsfestigkeit der Stufentransformatoren führten zudem dazu, dass diese selbst genügend Impedanz aufwiesen, um gegen Blitzschläge immun zu sein.
Nach Einbau von Überspannungsableitern und Doppelwippen bei den Stromabnehmern Anfang der 1930er Jahre verschwanden die Blitzschutzspulen von den Dächern der Lokomotiven.